# Asuka (miejscowość)
Asuka (jap. 明日香村 Asuka-mura) – wieś w prefekturze Nara, w Japonii. 

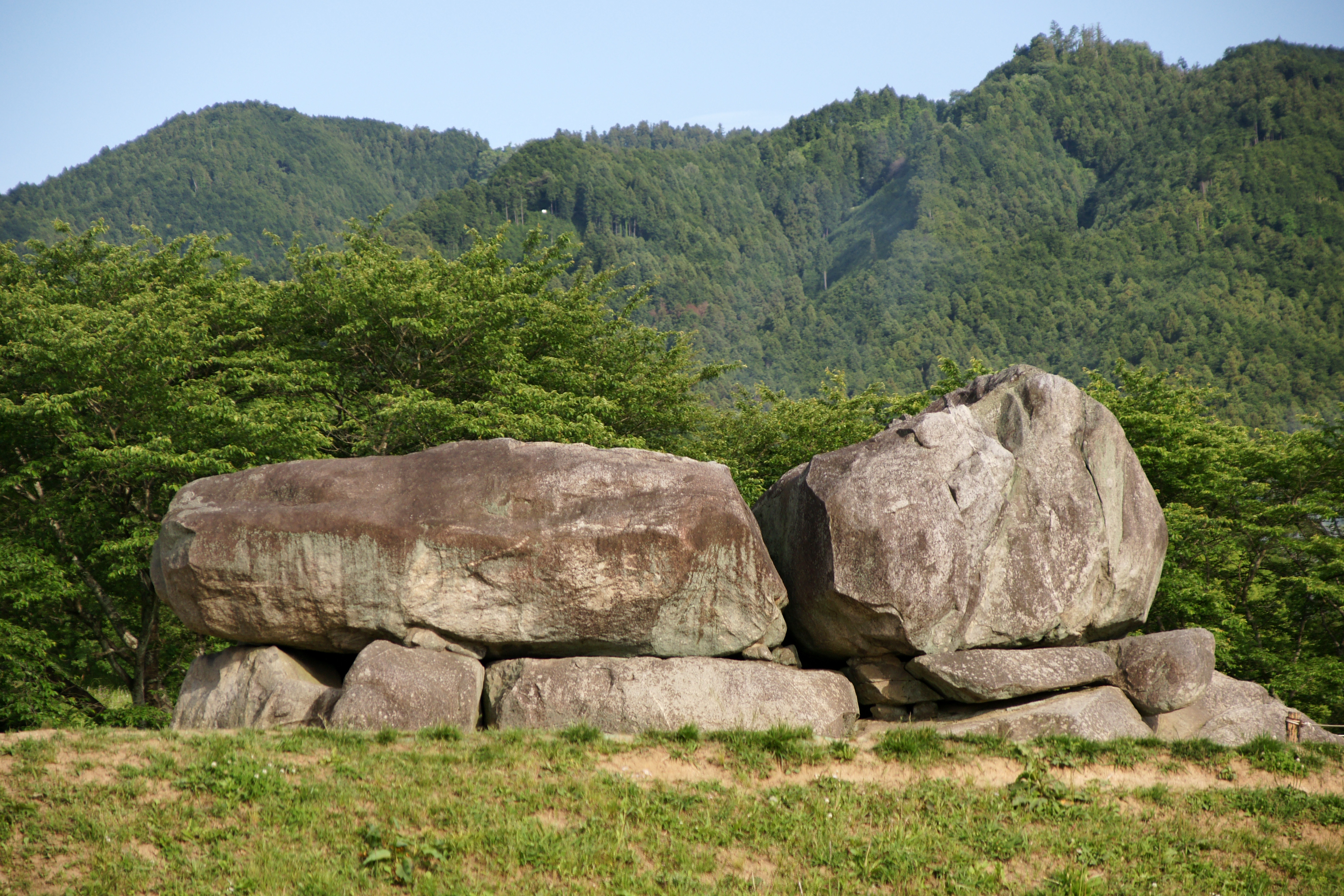
Ishibutai Kofun

Według danych z 2007 roku, wieś liczy 6146 mieszkańców, gęstość zaludnienia wynosi 255,23 osoby na 1 km². Jej całkowita powierzchnia, to 24,08 km². 
Asuka jest położona w miejscu historycznej stolicy Japonii Asuka-kyō (飛鳥京). W związku z tym, obowiązują ścisłe ograniczenia zabudowy współczesnej wsi.

## Historia
Rejon Asuka był kolebką pierwszych cesarzy i cywilizacji japońskiej, zanim stolicą została Nara (710–784), a następnie Kioto (794–1868). Ze względu na swoje położenie, Asuka była pod dużym wpływem kontynentu azjatyckiego, m.in. w tym okresie przez Półwysep Koreański do Japonii dotarł buddyzm.

## Zabytki
- świątynie:
  - Asuka-dera
  - Oka-dera
  - Tachibana-dera